# 寒武纪第二世
寒武纪第二世（英文：Cambrian Series 2）是寒武紀未命名的第二世，始于5.21亿年前，终于5.09亿年前。第二世位于寒武纪纽芬兰世以及苗岭世之间，又再被细分为两个期间：未命名的寒武纪第三期和寒武纪第四期。不過第二世尚未由國際地層學委員會正式定义，缺乏精确的下界和细分阶段。